# Приз имени Дон Стэйли
Приз имени Дон Стэйли (англ. Dawn Staley Award) — ежегодная баскетбольная награда, вручаемая лучшему защитнику среди студенток первого дивизиона национальной ассоциации студенческого спорта (NCAA) по результатам голосования. Эта премия была названа в честь Дон Стэйли, уроженки Филадельфии, признанной одним из лучших защитников страны в истории женского студенческого баскетбола. Этот приз был учреждён организацией Phoenix Club of Philadelphia и впервые вручён в сезоне 2012/13 годов Скайлар Диггинс из университета Нотр-Дам.
Организация устанавливает список потенциальных победителей в течение всего года и в конце сезона выбирает игрока, который иллюстрирует навыки, которыми обладала Стэйли на протяжении всей своей карьеры: владение мячом, волю к победе, набирание очков, лидерские качества и её способность видеть игру.

## Легенда
| *               | Становились лауреатами Приза имени Джеймса Нейсмита (1983—), Приза имени Джона Вудена (2004—) или Приза имени Маргарет Уэйд (1978—) |
| Игрок (X)       | Количество титулов баскетболисток                                                                                                   |
| Университет (X) | Количество титулов университетов |

## Победители
| Сезон   | Игрок             | Фото | Университет                      | Позиция                | Год обучения | Примечания |
| ------- | ----------------- | ---- | -------------------------------- | ---------------------- | ------------ | ---------- |
| 2012/13 | Скайлар Диггинс   |      | Университет Нотр-Дам             | Разыгрывающий защитник | Четвёртый    | [ 1 ]      |
| 2013/14 | Одисси Симс*      |      | Бэйлорский университет           | Разыгрывающий защитник | Четвёртый    | [ 2 ]      |
| 2014/15 | Тиффани Митчелл   |      | Южно-Каролинский университет     | Атакующий защитник     | Третий       | [ 3 ]      |
| 2015/16 | Морайя Джефферсон |      | Коннектикутский университет      | Разыгрывающий защитник | Четвёртый    | [ 4 ]      |
| 2016/17 | Келси Плам*       |      | Вашингтонский университет        | Разыгрывающий защитник | Четвёртый    | [ 5 ]      |
| 2017/18 | Келси Митчелл     |      | Университет штата Огайо          | Разыгрывающий защитник | Четвёртый    | [ 6 ]      |
| 2018/19 | Эйжа Дёрр         |      | Луисвиллский университет         | Атакующий защитник     | Четвёртый    | [ 7 ]      |
| 2019/20 | Тайаша Харрис     |      | Южно-Каролинский университет (2) | Разыгрывающий защитник | Четвёртый    | [ 8 ]      |